# 大場唯
大場唯（日语：大場ゆい，1987年6月7日—），日本前AV女優。出身於滋賀縣。興趣是購物。

## 人物簡歷
2012年12月以PRESTIGE的專屬女優身分出道。
2013年10月變成溜池ゴロー的專屬女優。
2014年1月變成Madonna的專屬女優。
2017年宣布引退。